# Une proie certaine
Pour plus de détails, voir Fiche technique et Distribution.
Une proie certaine (Certain Prey) est un téléfilm américain réalisé par Chris Gerolmo, diffusé le 6 novembre 2011 sur USA Network. Le téléfilm est l'adaptation du roman éponyme sortie en 1999 de John Sandford de la collection Proie.
Le téléfilm n'est diffusé en France que le 18 novembre 2014 sur D8.

## Synopsis
Lucas Davenport, chef adjoint de la police de Minneapolis, traque Clara Rinker, une stripteaseuse devenue l'une des meilleures tueuse à gages. Leurs chemins se croisent lorsque cette dernière prend pour contrat d'assassiner la femme de l'amant de la brillante avocate Carmel Loan. Une fois le contrat exécuté, Clara est recontactée par Carmel car son amant est accusé pour le meurtre et l’intermédiaire qui les a mises en relation la fait chanter. Les deux femmes vont unir leur savoir pour résoudre leurs problèmes communs. De son côté Lucas, aidé de Marcy Sherill, espère attraper Carmel pour ferrer Clara.

## Distribution
- Mark Harmon (VF : Hervé Jolly) : Lucas Davenport
- Lola Glaudini (VF : Julie Dumas) : Carmel Loan
- Tatiana Maslany (VF : Josy Bernard) : Clara Rinker
- Kate Greenhouse (VF : Laura Blanc) : l'agent spécial Malone
- Art Hindle (en) (VF : Bernard Tiphaine) : l'agent spécial Leonard Heisman
- Aidan Devine : Sloan
- Athena Karkanis (VF : Ethel Houbiers) : Marcy Sherill
- Anand Rajaram : l'inspecteur Black
- Rod Wilson (VF : Bernard Bollet) : Hale Allen
- Mark Taylor (VF : Yann Guillemot) : l'officier Graff
- Brandon McGibbon (VF : Xavier Béja) : Rolo
- Eric Woolfe : Woodenhead
- Graham Abbey : le policier d'État
- Brett Ryan : Joey, le flic
- Allison Brennan : la secrétaire
- Philip Shepperd : Jones

- Version française
  - Studio de doublage : Audiophase
  - Direction artistique : Benoît Du Pac
  - Adaptation des dialogues : Fanny Beraud

 Selon le carton du doublage français télévisuel.